# Jugoslavija na Poletnih olimpijskih igrah 1968
Socialistično federativno republiko Jugoslavijo je na Poletnih olimpijskih igrah 1968 v Mexico Cityju zastopalo devetinšestdeset športnikov v enajstih športih. Osvojili so po tri zlate in srebrne ter dve bronasti medalji.

## Medalje
| Medalja | Tekmovalec | Šport      | Disciplina                                 |
| ------- | --- | ---------- | ------------------------------------------ |
| 1       | Miroslav Cerar | Gimnastika | Moški konj z ročaji                        |
| 1       | Đurđica Bjedov | Plavanje   | Ženske 100 m hrbtno                        |
| 1       | Ozren Bonačić Dejan Dabović Zdravko Hebel Zoran Janković Ronald Lopatny Uroš Marović Đorđe Perišić Miroslav Poljak Mirko Sandić Karlo Stipanić Ivo Trumbić                          | Vaterpolo  | Moški ekipno                               |
| 2       | Đurđica Bjedov | Plavanje   | Ženske 200 m hrbtno                        |
| 2       | Stevan Horvat | Rokoborba  | Moški grško-rimski slog lahka kategorija   |
| 2       | Dragutin Čermak Kresimir Ćosić Vladimir Cvetković Ivo Daneu Radivoj Korać Zoran Marojević Nikola Plećaš Trajko Rajković Dragoslav Ražnatović Petar Skansi Damir Šolman Aljoša Žorga | Košarka    | Moški ekipno                               |
| 3       | Zvonimir Vujin | Boks       | Moški lahka kategorija                     |
| 3       | Branislav Simić | Rokoborba  | Moški grško-rimski slog srednja kategorija |